# Hinrich Wrage
 (avril 2022).

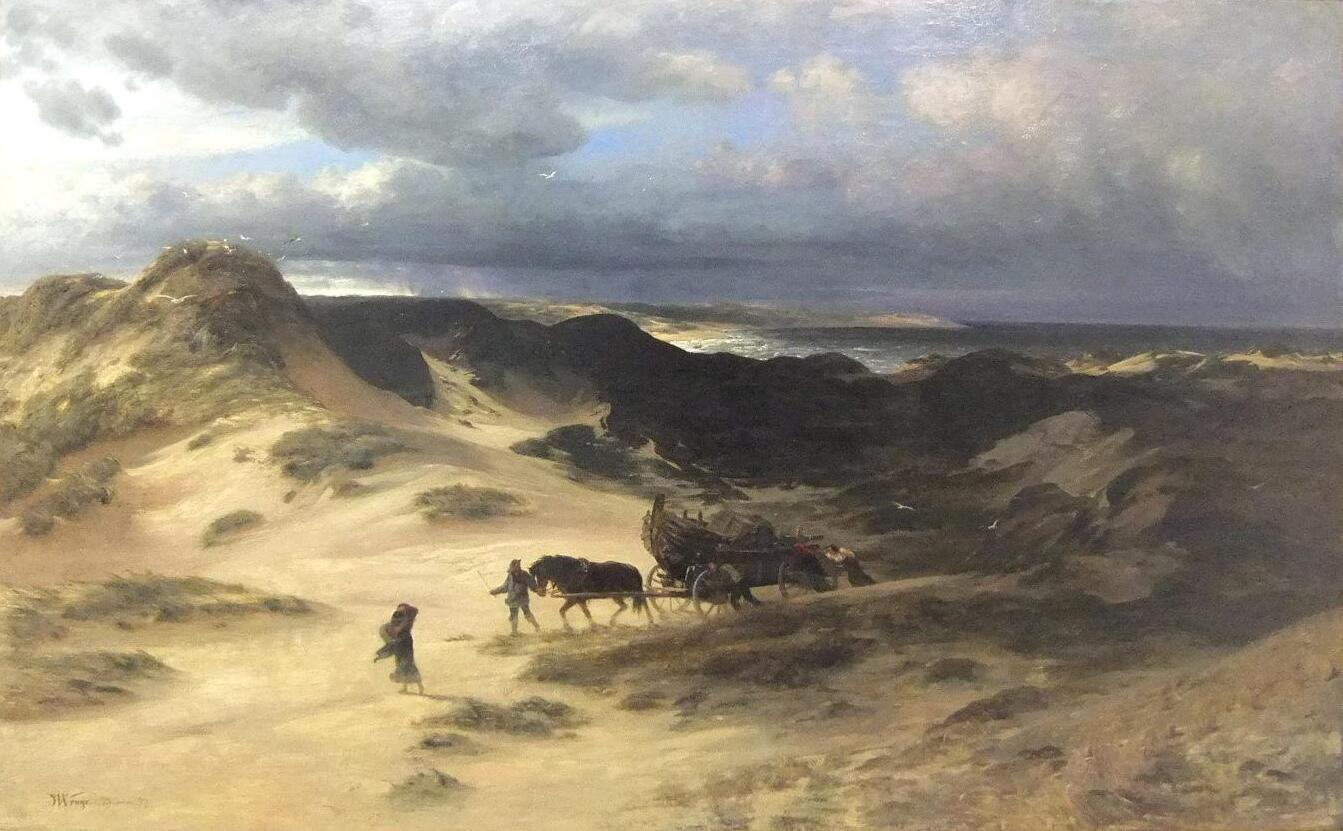
Strand auf Sylt

Joachim Hinrich Wrage (né le 12 mars 1843 à Hitzhusen et mort le 4 juillet 1912 à Gremsmühlen) est un peintre paysagiste et artiste graphique allemand. Il est l'un des représentants les plus importants de la peinture en plein air dans le dernier tiers du XIXe siècle et est l'un des pionniers de l'impressionnisme avec son travail. 
Les peintures de Hinrich Wrage montrent principalement ses motifs préférés du paysage de Sylt et de Holstein oriental. Ses tableaux réalistes - sans embellissement, idéalisation ou stylisation - font de lui l'un des peintres les plus importants du "réalisme d'Allemagne du Nord".[réf. nécessaire]. 
Hinrich Wrage est le frère du peintre religieux Wilhelm Wrage (de). 

## Biographie
Hinrich Wrage est né en 1843 dans une famille de travailleurs agricoles à Hitzhusen (près de Bad Bramstedt) et grandi dans des conditions très modestes. Au cours de l'enfance, une inflammation cornéenne mal traitée le conduit à un alitement pendant quatre ans, ce qui laisse un handicap de marche permanent. Pendant ce temps, il apprend à dessiner. 

### Formation
En août 1862, il entame un apprentissage chez le peintre sur porcelaine Friedrich Hess à Kiel, où il fréquente également l'école de métiers. 
En 1867, il reçoit une bourse du gouvernement provincial du Schleswig-Holstein et peut commencer à étudier à l'Académie des beaux-arts de Düsseldorf - là, le professeur Oswald Achenbach, dans la classe de paysage où il est de 1867 à 1871, a un impact sur sa peinture. De Düsseldorf, il se rend en Belgique, aux Pays-Bas et au Danemark pour étudier. 
En 1871, il suit Theodor Hagen à l'école d'art grand-ducale saxonne de Weimar. En 1872, il visite l'île de Sylt, où il est impressionné par la nature intacte et qui devient la base d'une des premières peintures. 
En 1873, il étudie à l'Académie des beaux-arts de Munich où il devient un étudiant à la maîtrise de Karl Gussow. De Munich, il se rend en Bavière et dans certaines parties de l'Autriche ainsi qu'en Italie en Sicile en 1875. 
En 1875, il étudie à l'Académie des beaux-arts de Berlin, où il est diplômé d'Albert Hertel (de) en 1877. À Berlin, il rencontre les peintres Adolph Menzel, Ferdinand Tönnies et Friedrich Paulsen.

### Après la formation
Il retourne dans sa patrie le Holstein et peut rapidement vendre les premières peintures. En 1879, il s'installe à Gremsmühlen (aujourd'hui un quartier de Malente) dans la Principauté de Lübeck, où il achète une maison près du lac de Dieksee (en) en 1881, où il installe un atelier et fonde une école de peinture. Wrage est membre du Hamburger Künstlerverein de 1832 . 

### Mariage
En 1884, Hinrich Wrage épouse son élève Wilhelmine Stahl (5 juillet 1859 à Hambourg - 26 septembre 1945 à Malente-Gremsmühlen) - une peintre paysagiste talentueuse qui a été l'élève de Carl Oesterley junior à Hambourg. Après le mariage, elle abandonne d'abord la peinture et ne recommence à peindre qu'en 1930. 

### Enfants
Klaus Wrage : En 1891, leur fils Klaus Wrage (de) (18 avril 1891 à Gremsmühlen - 10 septembre 1984 à Fissau), devient célèbre en tant que peintre et graphiste. 
Bertha Wrage : mariée le 24 décembre 1924 au peintre et poète hambourgeois Karl Lorenz (de). 
Elsa Wrage : 

## Travaux
Ses œuvres - dont une partie importante a brûlé en 1915 - appartiennent à des particuliers et dans de nombreux musées - dont le Musée d'État du Schleswig-Holstein au château de Gottorf, au Musée de l'Holstein-Est d'Eutin, à la Kunsthalle de Kiel, à Hambourg, à Berlin et à Rostock. 
Il a notamment exposé ses œuvres à Oldenbourg en 1885. 

## Hommages

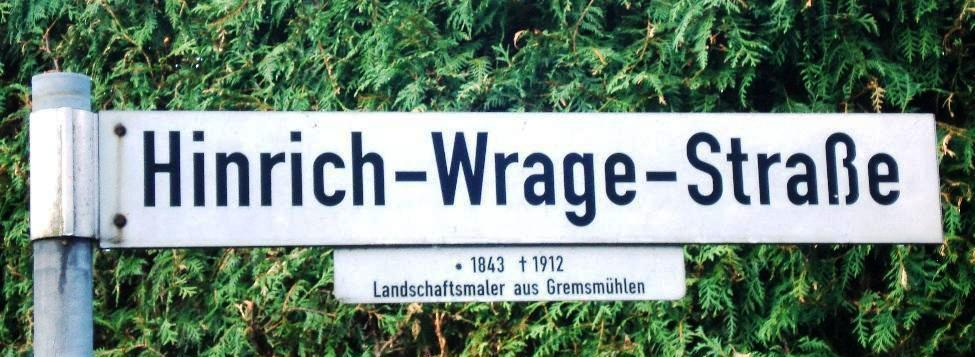
La plaque de rue Hinrich-Wrage-Strasse (avec panneau supplémentaire) à Malente.

- La rue Hinrich-Wrage-Strasse à Malente porte son nom.
- En 1998, le Musée d'État du Schleswig-Holstein consacré une exposition sur Hinrich Wrage au monastère de Cismar.
- En 2012, le château d'Eutin présente une exposition à l'occasion du centième anniversaire de sa mort.